# Kampfgeschwader 253
Le Kampfgeschwader 253 (KG 253) (253e escadron de bombardiers) est une unité de bombardiers de la Luftwaffe pendant la Seconde Guerre mondiale. 

## Organisation

### Stab. Gruppe
Formé le 1er avril 1936 à Gotha.

Le 1er mai 1939, il est renommé Stab/KG 4.

Geschwaderkommodore (Commandant de l'escadron) :
| Début            | Fin              | Grade  | Nom                  |
| ---------------- | ---------------- | ------ | -------------------- |
| 1er avril 1936   | 1er octobre 1937 | Oberst | Helmuth Förster (de) |
| 1er octobre 1937 | 1er juillet 1938 | Oberst | Egon Doerstling (de) |
| 1er juillet 1938 | 1er mai 1939     | Oberst | Martin Fiebig        |

### I. Gruppe
Formé le 1er octobre 1935 à Gotha sous le nom de Fliegergruppe Gotha, puis à partir du 1er avril 1936 comme I./KG 253 avec :
- Stab I./KG 253
- 1./KG 253
- 2./KG 253
- 3./KG 253

Le 1er mai 1939, le I./KG 253 est renommé I./KG 4 avec :
- Stab I./KG 253 devient Stab I./KG 4
- 1./KG 253 devient 1./KG 4
- 2./KG 253 devient 2./KG 4
- 3./KG 253 devient 3./KG 4

Gruppenkommandeure (Commandant de groupe) :
| Début            | Fin             | Grade          | Nom                     |
| ---------------- | --------------- | -------------- | ----------------------- |
| ?                | ?               | ?              | ?                       |
| 1er octobre 1937 | 15 janvier 1939 | Oberstleutnant | Paul Deichmann          |
| 16 janvier 1939  | 1er mai 1939    | Oberstleutnant | Nikolaus-Wolfgang Maier |

### II. Gruppe
Formé le 1er avril 1936 à Erfurt avec :
- Stab II./KG 253 nouvellement créé
- 4./KG 253 nouvellement créé
- 5./KG 253 nouvellement créé
- 6./KG 253 nouvellement créé

Le 1er mai 1939, le II./KG 253 est renommé II./KG 4 avec :
- Stab II./KG 253 devient Stab II./KG 4
- 4./KG 253 devient 4./KG 4
- 5./KG 253 devient 5./KG 4
- 6./KG 253 devient 6./KG 4

Gruppenkommandeure :
| Début            | Fin             | Grade          | Nom                   |
| ---------------- | --------------- | -------------- | --------------------- |
| ?                | ?               | ?              | ?                     |
| 1er octobre 1937 | 15 janvier 1939 | Major          | Paul Deichmann        |
| 1er mars 1939    | 1er mai 1939    | Oberstleutnant | Wolfgang Erdmann (de) |